# CGE Tudor

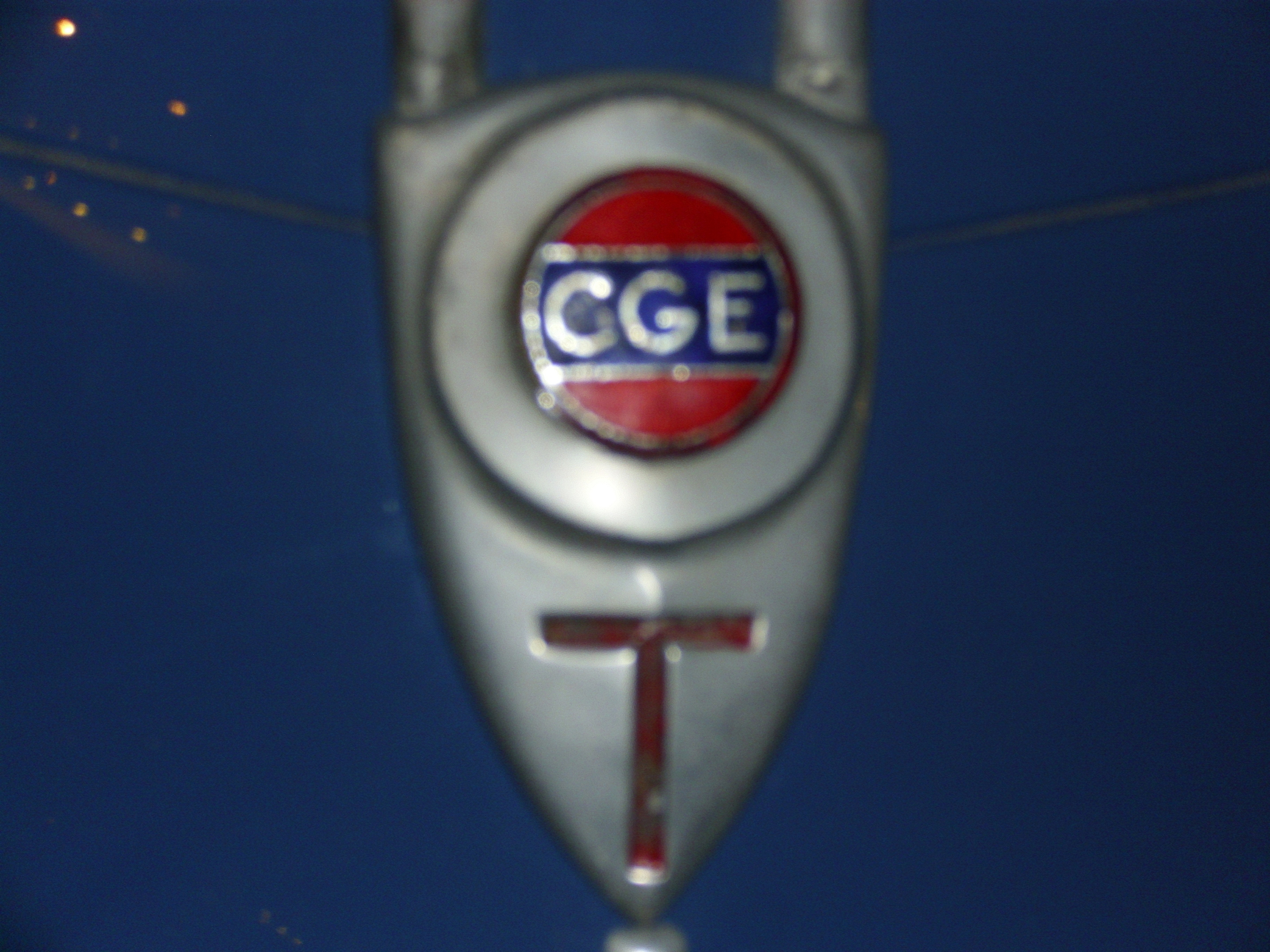
Emblem

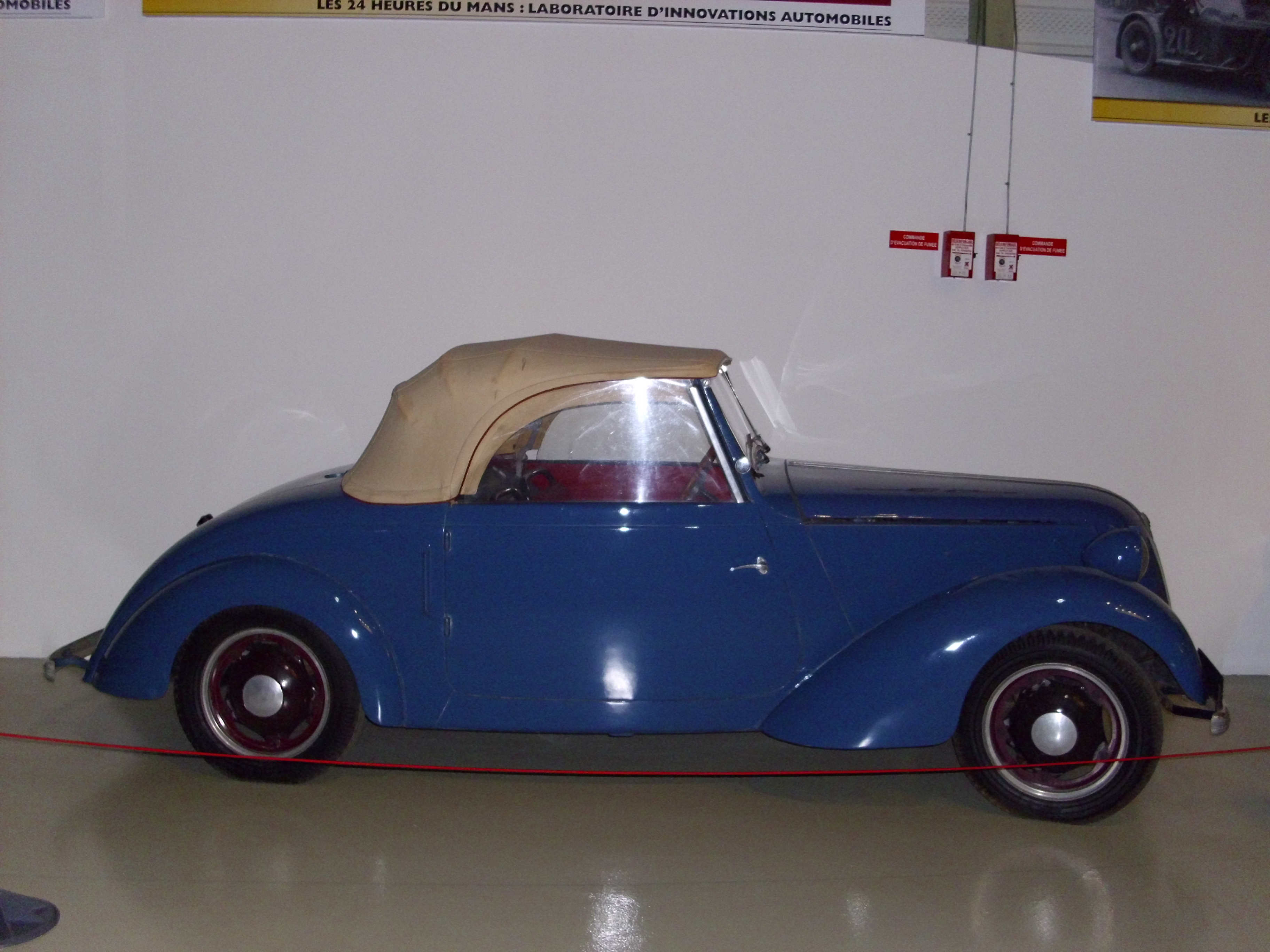
CGE Tudor von 1942

Der CGE Tudor ist ein französischer Personenwagen.

## Geschichte
Der französische Frontantriebspionier Jean-Albert Grégoire entwarf ab 1941 im Auftrag der Compagnie Générale d'Électricité ein Elektroauto. Zwischen 1941 und 1946 entstanden etwa 200 Exemplare.
Ein Fahrzeug dieser Marke war im Musée des 24 Heures in Le Mans zu besichtigen.

## Fahrgestell
Das Fahrgestell bestand aus einem Aluminiumrahmen. Der Elektromotor war zentral angeordnet. Die Batterien waren vorne und hinten montiert.

## Motor
Für den Antrieb sorgte ein Elektromotor. Durch Rekuperation wurden die Batterien beim Bremsen aufgeladen.

## Fahrleistungen
Die Bauartbedingte Höchstgeschwindigkeit betrug 58 km/h, und die Reichweite 90 Kilometer.

## Karosserie
Die Serienfahrzeuge waren Cabriolets. Daneben gab es einige Prototypen als Lieferwagen, Pläne für eine viertürige, viersitzige Limousine für den Einsatz als Taxi sowie einige Coupés, die auf dem Automobilsalon von Paris im Oktober 1946 ausgestellt waren.

## Maße und Gewichte
Bei einem Radstand von 2350 mm und einer Spurbreite von 1160 mm betrug die Fahrzeuglänge 3700 mm und die Fahrzeughöhe 1400 mm. Das Gewicht der Fahrzeuge war mit 970 kg angegeben, wovon allein die Batterien 460 kg wogen.

## Verkaufspreis
Im Frühjahr 1941 wurde als Verkaufspreis 105.000 Franc genannt, das Dreifache des Preises für einen Citroën 11 CV.